# Elizabeth Peña
Elizabeth Maria Peña (Elizabeth (New Jersey), 23 september 1959 – Los Angeles, 14 oktober 2014) was een Amerikaans actrice van Cubaanse afkomst. Zij won in 1997 een Film Independent Spirit Award voor haar bijrol als Pilar in de mystery-western Lone Star. Peña maakte in 1979 haar film- en acteerdebuut als Aurelita in de dramatische komedie El Super. Sindsdien speelde ze in meer dan zestig films en televisiefilms, en ruim dertig series.
Peña trouwde in 1994 met Hans Rolla, met wie ze twee kinderen kreeg.
Peña overleed op 14 oktober 2014 op 55-jarige leeftijd na een kort ziektebed aan levercirrose in het Cedars-Sinai Medical Center in Los Angeles, Californië.

## Filmografie
*Exclusief 10+ televisiefilms
| - Down for Life (2009) - Nothing Like the Holidays (2008) - Love Comes Lately (2007) - Goal II: Living the Dream (2007) - D-War (2007) - Adrift in Manhattan (2007) - Sueño (2005) - The Lost City (2005) - Keep Your Distance (2005) - Down in the Valley (2005) - Transamerica (2005) - How the Garcia Girls Spent Their Summer (2005) - The Incredibles (2004, stem) - Zig Zag (2002) - Impostor (2001) - On the Borderline (2001) - Tortilla Soup (2001) - Things Behind the Sun (2001) - Ten Tiny Love Stories (2001) - Seven Girlfriends (1999) | - Strangeland (1998) - Rush Hour (1998) - The Pass (1998) - Gridlock'd (1997) - Recon (1996) - Lone Star (1996) - Free Willy 2: The Adventure Home (1995) - Across the Moon (1995) - Dead Funny (1994) - The Waterdance (1992) - Jacob's Ladder (1990) - Blue Steel (1990) - Vibes (1988) - *batteries not included (1987) - La Bamba (1987) - Down and Out in Beverly Hills (1986) - Crossover Dreams (1985) - They All Laughed (1981) - Times Square (1980) - El Super (1979) |

## Televisieseries
*Exclusief eenmalige gastrollen
- Justice League - Paran Dul (2004-2005, vier afleveringen - stem)
- Boston Public - Superintendent Elizabeth Vasquez (2002-2003, twee afleveringen)
- L.A. Law - Jinx Baldasseri (1993-1994, vier afleveringen)
- Shannon's Deal - Lucy Acosta (1990-1991, elf afleveringen)
- I Married Dora - Dora Calderon (1987-1988, dertien afleveringen)
- Tough Cookies - Off. Connie Rivera (1986, zes afleveringen)

## Trivia
Ze heet Elizabeth en is ook geboren in Elizabeth.
- Biblioteca Nacional de España: XX1266315
- Bibliothèque nationale de France: cb14022178t (data)
- Gemeinsame Normdatei: 14107051X
- International Standard Name Identifier: 0000 0001 1701 1329
- Library of Congress Control Number: no96013954
- MusicBrainz: 1ef71ca1-59cf-455b-89cc-406410464876
- Nationale Bibliotheek van Israël: 987007374322305171
- Nationale Bibliotheek van Polen: a0000001916899
- Nederlandse Thesaurus van Auteursnamen: 073697176
- SNAC: w61z4w1h
- Système universitaire de documentation: 081479689
- Virtual International Authority File: 120319360
- WorldCat: E39PBJbttfGMVht8GvMkhR7bVC